# رادیو بی‌بی‌سی ۲
رادیو بی‌بی‌سی ۲ (انگلیسی: BBC Radio 2) یکی از ایستگاه‌های رادیویی ملی بی‌بی‌سی است که به عنوان محبوب‌ترین رادیو در سراسر بریتانیا شناخته می‌شود. این رادیو در بریتانیا از طریق دستگاه‌های گیرنده رادیویی و در جهان از طریق شبکه اینترنت قابل شنیدن است. بیشتر ساعات رادیو اختصاص به پخش موسیقی‌های روز و عامه‌پسند دارد اگرچه گهگاهی برنامه‌هایی از گونه‌های دیگر موسیقی نیز پخش می‌شود.